# 布拉格戰役
布拉格戰役（Battle of Prague），是七年戰爭中普魯士與奧地利在1757年5月6日的戰役。以普軍勝利作結。

## 戰火再起
取得羅布西茨戰役的戰術成功之後，腓特烈向北趕回薩克森，蕩平剩下的抵抗，結束了1756年的戰局。1757年，法國和俄國如約加入戰爭，這樣在戰略形勢上，普魯士北邊靠海，東有俄軍，西有法軍，南有奧地利。腓特烈計畫在法國和俄國軍隊走上戰場之前，先以乾淨俐落的勝利擊敗奧地利，而奧地利退出就意味著法俄兩國也沒有了參戰的動力。因此1757年，腓特烈集中11萬大軍，分四路，由他本人、莫里茨親王、施維林元帥、和中將貝費恩公爵指揮，從薩克森出發，大舉入侵波希米亞。然後四路變兩路，他和莫里茨會合在易北河西岸，貝費恩公爵會合在易北河東岸，兩軍夾易北河南下，進攻布勞恩元帥呈弧形防禦的11萬奧軍。這個戰局甚為關鍵，因為這是普魯士在七年戰爭中速勝的唯一希望。

## 兩軍交鋒

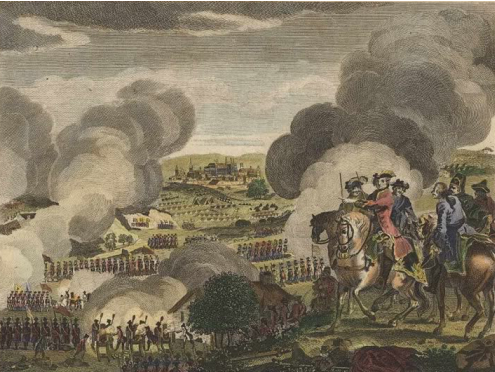
布拉格戰役

奧軍布勞恩元帥看到普魯士鋒芒正盛，謹慎地收攏部隊向後撤退，與趕來增援的卡爾（洛林親王）會合，集中6萬人，在波希米亞首府布拉格城東站穩腳跟，列陣等待腓特烈到來。奧軍會師以後，以卡爾親王為總司令。普魯士一方，腓特烈留凱斯元帥率3萬人監視布拉格城，自己與易北河對岸的施維林元帥會師，集結65,000普軍， 由北向南逼近奧軍主力尋求會戰。
5月6日，普奧兩軍主力共12萬人以上迎面碰撞，開始布拉格戰役。一向謹慎的奧軍這次尋求會戰是因為他們佔有地利，奧軍陣地在高地上，下面地形很差，基本無法發動正面強攻。普軍於是向東面，施維林元帥指揮的左翼集中兵力，試圖迂回，奧軍也向這個方向增援。將近中午，普軍發動進攻，但是由於戰前對地形偵察不清，普軍以為進攻方向正面的一片平坦草地，實際是乾涸的魚塘，結果第一梯隊陷入乾魚塘的沼澤泥地之中，被奧軍反攻，兩個整團潰散。為了穩定局勢，施維林老元帥親自舉起一杆倒下的大旗，帶領隊伍反衝鋒，沒有跑出幾步，就被奧軍炮彈擊中頭部胸部，當場陣亡。
主戰場上普魯士左翼進攻失敗，施維林元帥陣亡，陷入危機之中。但是奧地利軍隊反攻中的一個失誤被普軍及時抓住，成為戰役轉捩點。奧軍右翼乘勝追擊，卻在反攻中與中央脫離了接觸，戰線當中出現空洞，腓特烈反映極為敏銳，立即投入中央22個步兵營，反過來包圍了得勝以後過度伸展的奧軍右翼。與此同時，普軍齊騰中將率領的25個驃騎兵中隊從戰場週邊迂回到奧軍中央背後，於中午時分發動奇襲，卷擊奧軍主力，普軍戰線正面曼施泰因少將的師也同時發動進攻。奧軍大敗，下午4點向布拉格撤退，損失8,800人，布勞恩元帥受致命重傷，不久死去。這次戰役規模空前，普魯士傷亡也不輕，損失14,300人，陣亡2名少將，1名中將和1位元帥。

## 影響
後世德軍總參謀部對腓特烈大帝的各次戰役有很深的研究，1910年代的德軍總參謀長阿爾弗雷德·馮·施里芬伯爵元帥，認為腓特烈集中兵力還不夠，因為他受法國影響很深，過高估計了西線法軍的戰鬥力和作戰決心，否則腓特烈可以進一步削弱本土的防衛兵力，集中15萬大軍攻奧，或許可以求得一個決定性的勝利。

## 參看
- 七年戰爭